# Френк Лапідус
Френк Джей Лапідус (англ. Frank J. Lapidus) — вигаданий персонаж телесеріалу «Загублені» (виробництво ABC), його роль виконує актор Джефф Фейі. Лапідус був представлений в 2-й серії 4-го сезону і є частиною команди з борту корабля Kahana. Льотчик, який спочатку повинен був сидіти за штурвалом літака рейсу 815. Він один з небагатьох у всьому світі сам зрозумів, що уламки рейсу 815, знайдені на дні океану — підробка. Меттью Аббадон охарактеризував його як «біса хорошого пілота», але також відомо, що він — алкоголік. Френк пілотував гвинтокрилом, на якому з корабля на Острів прибула наукова команда, і зміг посадити його, незважаючи на ушкодження, отримані в грозу. Пізніше він перевіз і найманців на чолі з Мартіном Кімі. Френк симпатизував уцілівшим і кілька разів допоміг їм. Зрештою, він врятував Шістку Oceanic. Після переміщення Острова Френк залишився на кораблі Пенелопи. У шостій серії 5 сезону Френк пілотує рейсом 316, і, побачивши на борту членів Шістки Oceanic, зрозумів, що їм доведеться повернутися на Острів. Після знищення човна в серії «Кандидат» Френк ледь не загинув, проте, він уцілів.

## До прибуття на Острів
Френк Лапідус виріс в Бронксі, Нью-Йорку. Він повинен був пілотувати рейс Oceanic 815, але був замінений Сетом Норрісом, тому що проспав. Коли Рейс 815 був виявлений в Зондскогомській затоці, Френк зв'язався з гарячою лінією США з національної безпеки на транспорті і сказав, що він не вірить, що це справжній літак, тому що Сет Норріс носить обручку, а на трупі її немає.
У якийсь момент після узгодження з NTSB, Френк був завербований в якості пілота гвинтокрила в організації, до якої належав Меттью Абаддон.
В ході наради між Меттью і Наомі, Френк був описаний як п'яниця. («Визнані загиблими»), 2-га серія 4-го сезону)

## На кораблі
Перед вильотом, Френк сказав Наомі що він повинен бути першим хто висадиться на острів, але вона відмовила йому. Перебуваючи на кораблі Френк представився Кевіну (на кораблі Майкл був під псевдонімом «Кевін Джонсон») і запитав його, чому він тут. Коли Кевін сказав, що він шукає пригод, Френк сказав йому, що велика пригода в тому, що уламки рейсу 815 знайдені на дні океану є підробкою. («Знайомтеся, Кевін Джонсон», 8-а серія 4-го сезону) Днями пізніше Френк летить на острів з науковою групою.

## На Острові (дні 91-108)
Незважаючи на поломки, Френк вдало садить вертоліт на Острові, потім пускає сигнальну ракету. Її помічають обидві групи. Шарлотта говорить, що необхідно терміново йти туди, але Джон не хоче. В цей час до Френка підходить група Джека. Френк сказав, що посадив вертоліт недалеко. Саїд оглянув вертоліт і сказав, що той зможе злетіти, але Френк пояснив, що пального залишилося ледве дотягнути до корабля, тому сильно навантажувати його не можна. Коли Джульєт надавала допомогу Френку, той запитав як її звати. Вона назвала себе. Френк зрозумів, що вона місцева, тому що він знав список пасажирів. («Визнані загиблими»), 2-а серія 4-го сезону) Після, Френк зібрався летіти назад на корабель, але пального було дуже мало і летіти може тільки кілька людей. Саїд попросив взяти його з собою, в обмін на те, що він поверне Шарлотту. Саїд виконав обіцянку, повернувши дівчину. Френк злітає на вертольоті разом з трупом Наомі, Дезмондом і Саїдом. («Економіст»), 3-а серія 4-го сезону)
Коли вони прилетіли на корабель, до Френка підійшли Кімі і Омар. Вони запитали про Саїда і Дезмонда. Френк відповів, що вони уціліли з острова. Кімі залишився незадоволеним. Після сварки з Мартіном, вони попрямували вниз у лазарет і дали Дезмонду телефон, щоб поговорити з Деніелом, який був на острові. Проте Рей натиснув сигнальну кнопку, і Кімі взяв телефон з рук Дезмонда. А Омар розповів про все Капітанові Гольту. («Константа»)
Незабаром після цього, Френк полетів з найманцями на острів. («Щасливе звичне життя»)
Після нападу димового монстра на загін Кімі, Френк втік в джунглі. Там він натрапив на Майлза, Соєра, Клер і Аарона. Він попередив їх, що Кімі рухається у їх напрямку. Френк сказав їм сховатися, інакше найманці вб'ють їх. Коли прибула команда Кімі, Френк був стурбований травмою одного з чоловіків, але Кімі попередив його, що вони просто роблять свою справу. Мартін сказав, що треба повернутися на корабель. Раптом Кімі почув крик Аарона, але Френк відволік його перш ніж він зміг зрозуміти, який це був звук. Після вони відлетіли, залишивши Майлза, Соєра, Клер і Аарона в безпеці. («Щасливе звичне життя»)
Френк з найманцями повернулися на корабель. Пізніше він допомагав Майклу звільниться від наручників. Він запитав Майкла, чому він ніколи не говорив йому, що він уцілівший з рейсу 815, і що він був би одним з небагатьох людей, які б йому не повірили. Френк розповів, що власник корабля, був той, хто поставив підроблені уламки. Пізніше Френк не хотів везти Кімі і його команду назад на острів думаючи, що він уб'є всіх. У відповідь на це, Кімі перерізав горло докторові Рею і кинув його тіло за борт. Потім він попередив Френка, що якщо він не відправить їх на острів, він уб'є когось протягом тридцяти секунд. Капітан Гольт перервав їх розмову сказавши, що він головний. Він запитав, що прив'язане до руки Кімі, але той витягнув пістолет і вистрілив у капітана. На руці Кімі була бомба, яка діє від биття його серця. Френк погоджується летіти.
Френк посадив вертоліт недалеко від станції «Орхідея». Кімі прикував Френка наручниками до вертольота. Через деякий час, Джек і Соєр знайшли Френка і дали йому ключ, щоб він звільнився, а він сказав їм де Кімі. Після відбувається перестрілка в вертоліт потрапляють кілька куль, тому відбувається витік пального. Уцілівші залазять і вертоліт піднімається. По дорозі звідти вистрибує Соєр, щоб полегшити вагу. Вони сідають на корабель, щоб заправитися, але тут вони дізнаються, що на кораблі бомба. Всі сідають і вертоліт злітає. Корабель вибухає, що призводить до смерті всіх тих хто там був (крім Джина).
Коли пальне скінчилося, уцілівші сіли на шлюпку. Після чого їх знайшла Пенні на своїй яхті. Там вони домовилися, що острів і все пов'язане з ним повинно залишитися в таємниці від усього світу.

## Після острова
Покинувши острів Френк почав працювати пілотом в авіакомпанії Ajira Airways. Саме йому доручили пілотувати рейсом 316, на якому Шістка Ошеанік зібралася повернутися на Острів. Перед зльотом він побачив усіх членів шістки і зрозумів, що їм доведеться повернутися. («316», 6-а серія 5-го сезону)

## Повернення на Острів
Літак падає на острів. Майже всі пасажири залишаються в живих. Після він допомагає Сун дістатися до головного Острова і не радить їй йти з мерцем (Локком) і вбивцею (Беном). Сун вирубивши Бена пішла з Френком до Бараків, де вони зустріли Крістіана, який дав їм вказівки. Коли Сун повернулася до Локка і Бена, Френк повернувся до уцілівших з рейсу 316, але вони його вирубили і взяли в полон. («Мертвий — означає мертвий») Ілана та інші уцілівші з рейсу 316 привозять Френка на головний Острів. Коли він отямився вони йому показали, що лежить в залізному ящику, Френк з подивом вимовив: «Де ви його знайшли?». Потім до Ілани підійшов Бен, запитавши навіщо їм Френк, на що Ілана йому відповіла: «Він нам потрібен, тому що він є кандиатом»… Коли їх група спалила хатину Джейкоба, вони пішли до Інакших, де їх зустрів Річард. Вони розповіли їм, що Локк — самозванець, а в ящику труп справжнього Джона. («Інцидент»)
Після подій у статуї, Френк разом з Іланой, Сун і Беном вирушив до Храму. Відшукавши в храмі Майлза, вони, рятуючись від Чорного Диму, пішли на пляж. Після смерті Ілани і знищення Чорної Скелі, Лапідус приєднався до Герлі, Джека і Сун. Після возз'єднання з групою Лже-Локка, брав участь у крадіжці яхти. Потім на яхті з Соєром, Кейт, Герлі, Сун і Клер приплив на острів Гідра і разом з усіма опинився в полоні у Відмора. Пізніше, при крадіжці підводного човна тримав під прицілом капітана. Коли вибухнула бомба, був вдарений металевими дверима, зірваними під сильним тиском води. Френк знепритомнів, але врятувався. Після його підібрали на човні Майлз і Річард і разом вони попрямували на інший острів. Під час старту, польоту до них приєдналися Клер, Соєр і Кейт. Останній кадр з Френком був при польоті літака.